# Deggenhausertal
Deggenhausertal – miejscowość i gmina w Niemczech, w kraju związkowym Badenia-Wirtembergia, w rejencji Tybinga, w regionie Bodensee-Oberschwaben, w powiecie Jezioro Bodeńskie, wchodzi w skład związku gmin Markdorf.